# Yanomami, une guerre d'anthropologues
Pour plus de détails, voir Fiche technique et Distribution.
Yanomami, une guerre d'anthropologues (Segredos da Tribo) est un  documentaire brésilien réalisé par José Padilha, sorti en 2010.
Présenté en avant-première au festival du film de Sundance 2010, il a reçu les acclamations des critiques. Le film a été nommé pour le Grand Jury Prize.

## Synopsis
Ce documentaire explore les allégations, initialement publiées dans le livre Darkness in El Dorado, à l'encontre des anthropologues ayant étudié les Indiens Yanomami dans les années 1960 et 1970. Au-delà d'une mise en doute de la vérité scientifique dans le domaine très particulier de l’anthropologie, ce film porte des accusations graves incluant violation de l'éthique médicale et crimes sexuels.

## Fiche technique
Sauf indication contraire, les informations mentionnées dans cette section peuvent être confirmées par la base de données cinématographiques IMDb,  présente dans la section « Liens externes ».
- Titre: Yanomami, une guerre d'anthropologues
- Titre original : Segredos da Tribo
- Titre anglophone : Secrets of the Tribe
- Réalisation : José Padilha
- Photographie : Lula Carvalho et Reynaldo Zangrandi
- Montage : Felipe Lacerda, José Padilha et Bernardo Pimenta
- Musique : João Nabuco
- Production : Mike Chamberlain, Carol Nahra et Marcos Prado

Coproduction : Caroline Bonmarchand
- Sociétés de production : Avenue B Productions, Zazen Produções et Stampede Films ; en association avec Arte France, BBC, Danmarks Radio, HBO Documentary Films, Impact Partners, Screen East, Special Broadcasting Service et YLE TV2 Dokumenttiprojekti
- Budget :
- Pays d'origine :  Brésil,  Royaume-Uni,  France
- Langue originale : portugais, anglais, français
- Format : couleur
- Genre : documentaire
- Durée : 110 minutes
- Dates de sortie[2] :
  -  États-Unis : 22 janvier 2010 (avant-première au festival du film de Sundance 2010)
  -  Brésil : 22 février 2013

## Distribution
- James Neel
- Napoleon Chagnon
- Kenneth Good
- Jacques Lizot
- Robert Borofsky
- Jesus Cardozo
- Marie Isabel Eguillor
- Brian Ferguson
- Paul R. Gross
- Raymond Hames
- William Irons
- Barbara Johnston
- Ernesto Migliazza
- Marie-Claude Mueller
- Frank Salamone
- Leslie Sponsel
- Patrick Tierney
- John Tooby
- Terence Turner
- E.O. Wilson